# Paul Martin
Paul Edgar Philippe Martin (sinh ngày 28 tháng 8 năm 1938 tại Windsor, Ontario) là Thủ tướng thứ 21 của Canada, tiếp nối Jean Chrétien vào ngày 12 tháng 12 năm 2003. Martin cũng là lãnh tụ (leader) của Đảng Tự do của Canada và dẫn đầu một chính phủ thiểu số từ ngày 28 tháng 6 năm 2004 đến ngày 6 tháng 2 năm 2006, chính phủ thiểu số đầu tiên của Canada sau 24 năm.
Ông sinh ra trong một gia đình có truyền thống trong chính trường Canada. Cha ông, Paul Martin, Sr. đã nhiều lần nắm chức vụ bộ trưởng trong chính phủ và có một thời gian, ông được xem là người có triển vọng để tranh chức Thủ tướng Canada.
Paul Martin tốt nghiệp khoa luật tại Đại học Toronto và nhận được giấy phép hành nghề của luật sư đoàn Ontario vào năm 1966. Trước khi tham gia chính trị, ông có một quãng thời gian hoạt động tương đối thành công trong lĩnh vực tư nhân khi ông là nhân viên cao cấp của công ty Power Corporation of Canada rồi Chủ tịch kiêm Giám đốc điều hành của công ty Canada Steamship Lines.
Bắt đầu tham gia chính trị vào giữa thập niên 1980, ông được bầu vào Hạ nghị viện đại diện cho đơn vị cử tri LaSalle-Émard (thuộc Montréal, Québec) vào năm 1988. Năm 1990, ông thất bại trong việc ra tranh chức lãnh tụ đảng Tự do. Từ đó cho đến khi được bầu làm Thủ tướng, ông luôn giữ những vai trò nổi bật trên chính trường Canada. Là một trong những nhân tố quyết định trong thắng lợi của đảng Tự do tại cuộc bầu cử năm 1993, ông giữ chức Bộ trưởng Bộ Tài chính trong chính phủ của Jean Chrétien. Có thể nói ông đã đảm nhiệm vị trí này một cách rất xuất sắc. Trong thời gian ông đứng đầu Bộ Tài chính, ngân sách Canada đã giảm được 42 tỷ đô la tiền thâm hụt, trả được 34 tỷ đô la tiền nợ và có năm kỳ liên tục có số dư. Vào năm 2002, ông lại ra ứng cử vào vị trí lãnh tụ đảng Tự do đồng nghĩa với việc sẽ là ứng cử viên của đảng vào cuộc bầu cử năm 2003, ông thắng trong cả hai cuộc bỏ phiếu trên.
Cuối tháng 11 năm 2005, sau một số vụ bê bối, chính phủ của ông bị lật đổ sau khi thua phiếu bất tín nhiệm. Trong cuộc bầu cử toàn quốc xảy ra vào ngày 23 tháng 1 năm 2006, đảng Tự do của ông bị thua đảng Bảo thủ, và ông tuyên bố từ chức thủ tướng để cho lãnh tụ của đảng Bảo thủ, Stephen Harper, thành lập chính phủ mới.
Ông kết hôn với bà Sheila Ann Cowan từ năm 1965 và họ đã có với nhau ba người con trai, Paul sinh năm 1966, Jamie kém ông anh trai của mình 3 tuổi và người trẻ nhất, David, sinh năm 1974.